# Sony Channel
Pour les articles homonymes, voir Sony (homonymie).
Sony Channel, anciennement Sony Entertainment Television, est un groupe général de diffusion de divertissements divers, filiale du groupe Sony Pictures Entertainment. Il existe quatre chaînes, variant selon les pays ou les continents :
- Sony Entertainment Television Asie
- Sony Entertainment Television Inde
- Sony Entertainment Television Amérique Latine
- Sony Entertainment Television Afrique du Sud